# Майте Каранса
Майте Каранса (на испански: Maite Carranza) е испанска и каталонска сценаристка и писателка на произведения в жанра детска литература, драма, криминален роман и фентъзи. Пише на испански и каталонски.

## Биография и творчество
Майте Каранса е родена на 25 февруари 1958 г. в Барселона, Испания.
Завършва с бакалавърска степен антропология в Географския и историческия факултет на Автономния университет на Барселона. След дипломирането си до средата на 90-те години преподава испански език и литература в средно училище.
Първият ѝ роман Ostres, tu, quin cacau! е издаден през 1986 г. и получава наградата на критиката Serra d'Or. Следващите ѝ книги също са наградени – La rebelión de los lactantes с наградата Folch i Torres и La selva de los arutams с наградата Joaquim Ruyra.
През 1991 г. завършва с магистърска степен сценаристика в Автономния университет на Барселона. През 1992 г. започва работа като сценарист за програмата Pinnic на испанската телевизия, а след това и за други телевизионни програми. Като сценарист печели редица престижни награди. В периода 1995 – 2007 съчетава литературната си и сценаристка кариера и с преподаване на творческо писане и сценаристика в университетите в Барселона, Валенсия и Олот.
През 1999 г. е издаден първият ѝ роман за възрастни „Без зима“ (Sin Invierno), който е посветен на темата за климатичните изменения и глобализацията.
В периода 2005 – 2007 г. издава поредицата „Войната на вещиците“. Дребната и ученолюбива 13-годишна Анаид решава да сама да открие изчезналата си майка. Тя разбира, че е наследница на древния клан на вълчицата – магьосници Омар, които са във война с безмилостните, кръвожадни и безсмъртни вещици Одиш. Поредицата е много успешна и е преведена на над 20 езика по света.
През 2010 г. е издаден юношеският ѝ роман „Отровни думи“. Той е вдъхновен от случая с отвличането на 10-годишната Наташа Кампуш през 1988 г., живяла над 8 години в плен. Счита се, че книгата е първата испанска книга за юноши, която засяга темата за насилието над деца. Книгата печели Националната испанска награда за младежка литература и още 6 други награди.
През 2013 г. е издаден романът ѝ El fruto del Baobab, който засяга темата за гениталното осакатяване на жени.
През 2014 г. получава наградата „Сервантес“ на град Алкала де Енарес за цялостно литературно творчество за деца и юноши.
Майте Каранса живее със семейството си в Барселона.

## Произведения

### Романи за възрастни
- Sin Invierno (1999)
- El fruto del Baobab (2013)

### Детска и юношеска литература

#### Самостоятелни романи
- Ostres, tu, quin cacau! (1986)
- La insólita campaña (1987)
- La rebelión de los lactantes (1987)
- Las cartas de Quica (1988)
- El ferry de les GalàxieS (1989)
- Prohibido llover los sábados (1990)
- Margarita Metepatas (1992)
- Mauro Ojos brillantes (1992)
- La selva de los arutams (1992)
- Carolina Cabezahueca (1993)
- Iván el Aventurero (1993)
- Frena, Cándida, frena! (1994)
- Leonor y la Paloma de la Paz (1997)
- ¿Quieres ser el novio de mi hermana? (2002)
- Historias divertidas de piratas (2003)
- Magia de una noche de verano (2009)
- Palabras Envenenadas (2010)
Отровни думи, изд. „Емас“ (2014), прев. Боряна Цонева
- Calla, Càndida, calla! (2016)
- Una bala para el recuerdo (2017)

#### Серия „Войната на вещиците“ (La guerra de las brujas)
1. El clan de la loba (2005)
Кланът на вълчицата, изд.: „Унискорп“, София (2011), прев. Боряна Цонева
2. El desierto de hielo (2006)
Ледената пустиня, изд.: „Унискорп“, София (2015), прев. Александрина Кузманова
3. La Maldición de Odi (2007)
Проклятието на Оди, изд.: „Унискорп“, София (2015), прев. Боряна Цонева

### Пиеси
- Cleques (1994) – по книгата Vols una cleca ben donada?
- On és el Mil·leni? (2001)
- Sopa de piratas (2007) – по книгата Delicias piratescas

### Сценарии
- 2Pinnic (1992)
- Poblenou (1993)
- Secrets de família (1994)
- Nissaga de Poder (1995)
- Rosa, la lluita (1995)
- El Joc de viure (1996)
- Laura (1997)
- Homenots (1999)
- Valeria (2000)
- Moncloa, ¿dígame? (2001)
- Hermanas de Sangre (2003)
- La mujer de hielo (2004)
- Las hijas de Mohamed (2004)
- De moda (2004)
- Abuela de Verano (2005)
- La Atlántida (2006)
- El cor de la ciutat (2007)
- Salim (2009)